# Bojnord Airport
De luchthaven Bojnord Airport bevindt zich bij de stad Bojnord in de provincie Noord-Khorasan in Iran. De naam wordt ook gespeld als Bojnourd of Bojnurd.

## Luchtvaartmaatschappijen en bestemmingen
| luchtvaartmaatschappij | bestemmingen     |
| ---------------------- | ---------------- |
| Iran Aseman Airlines   | Teheran-Mehrabad |